# Gabriel Stolzenberg
Gabriel Stolzenberg (* 1937 in New York City; † 19. November 2019 in Watertown, Massachusetts) war ein US-amerikanischer Mathematiker.

## Leben
Stolzenberg wurde an der Columbia University und am Massachusetts Institute of Technology ausgebildet und promovierte 1961 an letzterer Institution zum Doktor der Mathematik. Er forschte zur Theorie von Funktionen mit mehreren komplexen Variablen und zu Banach-Algebren und publizierte seine Erkenntnisse vor allem in den Mathematischen Annalen und in den Acta Mathematica. Von 1961 bis 1963 hatte er einen Lehrauftrag an der Harvard University, 1964 bis 1968 einen solchen an der Brown University. Ab 1969 war er Professor für Mathematik an der Northeastern University in Boston. Es wurden ihm Stipendien der National Academy of Sciences (1963 bis 1964), der Alfred-P.-Sloan-Stiftung (1967 bis 1969) und das John-Simon-Guggenheim-Stipendium (1977 bis 1978) zuerkannt. 
Stolzenberg beschäftigte sich ab 1967 mit der kritischen Untersuchung der Mathematik vom Standpunkt des Konstruktivismus und ab 1973 mit den Zusammenhängen von Kommunikation, Sprache, Kognition und wissenschaftlicher Methodologie.
Stolzenberg war mit der Mathematikerin Nancy Kopell verheiratet, er hatte zwei Kinder und fünf Enkel. Seine Eltern waren der Dichter Aba Stolzenberg und Florence Stolzenberg. 2019 erlag er einer schweren neurologischen Erkrankung.